# Set de venjança
Set de venjança (Faster en anglès) és una pel·lícula d'acció estatunidenca del 2010 dirigida per George Tillman, Jr. i protagonitzada per Dwayne Johnson, Billy Bob Thornton i Carla Gugino. Ha estat doblada al català.

## Argument
Després de 10 anys a la presó, el protagonista té un únic objectiu: venjar la mort del seu germà, assassinat en el mateix atracament matusser a un banc que el va enviar a ell a la presó. Ara que és un home lliure, finalment pot dur a terme la seva missió i complir amb la mortífera llista que té al cap, però dos homes li segueixen la pista: un veterà policia -a pocs dies de la seva jubilació- i un jove i egocèntric assassí a sou, tocat amb el do de l'art de matar i que ara ha trobat un digne rival. El caçador és també la presa. Es tracta d'una carrera a vida o mort per complir amb una llista pendent. Paral·lelament, el misteri que envolta l'assassinat del seu germà adquireix noves proporcions quan surten a la llum nous detalls que indiquen que la llista està incompleta.

## Repartiment
- Dwayne Johnson: James Cullen
- Billy Bob Thornton: Slade Humphries
- Oliver Jackson-Cohen: l'assassí
- Courtney Gains: Prescott Ashton
- John Cirigliano Kenneth Tyson
- Lester Speight: Hovis Nixon
- Adewale Akinnuoye-Agbaje: Alexander Jarod
- Carla Gugino: detectiu Cicero
- Maggie Grace: Lily
- Moon Bloodgood: Marina Humphries
- Tom Berenger: Warden
- Mike Epps: Roy Grone
- Xander Berkeley: el Sergent Mallory
- Matt Gerald: Gary Cullen
- Annie Corley: Sra.Cullen
- Jennifer Carpenter: Nan Porterman
- Michael Irby: Vaquero

## Banda sonora
La banda sonora de la pel·lícula Faster consta dels següents temes:
| Núm. | Títol                                                         | Artist(s)                        | Durada |
| ---- | ------------------------------------------------------------- | -------------------------------- | ------ |
| 1.   | «Goodbye My Friend»                                           | Guido & Maurizio De Angelis      | 4:03   |
| 2.   | «I Wanna Be Your Dog»                                         | Iggy Pop                         | 4:05   |
| 3.   | «Just Dropped In (To See What Condition My Condition Was In)» | Kenny Rogers & The First Edition | 3:19   |
| 4.   | «Short Change Hero»                                           | The Heavy                        | 5:21   |
| 5.   | «Grifos Muertos»                                              | Jeffrey Luck Lucas               | 3:00   |
| 6.   | «John The Revelator»                                          | Adewale Akinnuoye-Agbaje         | 0:54   |
| 7.   | «Ten Year Stretch»                                            | Clint Mansell                    | 1:49   |
| 8.   | «History Lesson»                                              | Clint Mansell                    | 3:03   |
| 9.   | «Predators & Prey»                                            | Clint Mansell                    | 7:01   |
| 10.  | «Lost lives»                                                  | Clint Mansell                    | 1:53   |
| 11.  | «Lovers»                                                      | Clint Mansell                    | 2:51   |
| 12.  | «Hospital Visit»                                              | Clint Mansell                    | 4:34   |
| 13.  | «The Driver Drives»                                           | Clint Mansell                    | 4:27   |
| 14.  | «Family Matters»                                              | Clint Mansell                    | 2:36   |
| 15.  | «On A Mission»                                                | Clint Mansell                    | 3:37   |
| 16.  | «Redemption»                                                  | Clint Mansell                    | 1:33   |